# Javier Collazo

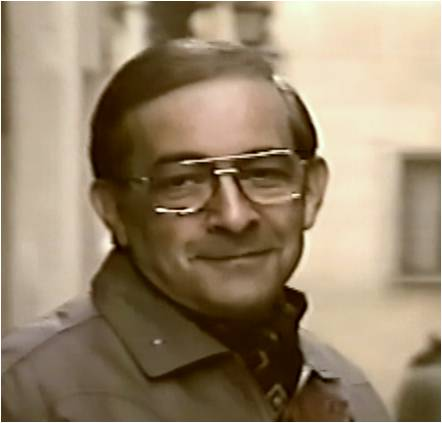
Javier Collazo

Javier Collazo (Buenos Aires, Argentina, 1940) es escritor y músico, especialmente reconocido como poeta y como autor de libretos de óperas consagradas por el público y la crítica.

## Biografía
Javier Collazo se dedicó al estudio del violín desde su niñez. Siendo adolescente, se incorporó a la Orquesta Filarmónica del Plata, dirigida por el entonces joven maestro Juan Carlos Zorzi, quien iniciaba su carrera como conductor de orquesta. Durante siete años, Collazo se desempeñó como guía de segundos violines del organismo, circunstancia que generó y consolidó con Zorzi una profunda amistad que más tarde fructificaría en una estrecha colaboración para la creación de importantes óperas. 
Collazo actuó como solista de su instrumento en recitales y conciertos con orquesta. Paralelamente, había iniciado estudios en la Universidad de Buenos Aires, siguiendo la carrera de Contador Público, título que obtendría en 1972. A los 20 años de edad, contrajo matrimonio con Cristina Molina, y pronto nació su único hijo, Gustavo Collazo, quien ha llegado a ser un notable guitarrista de los géneros clásico y flamenco.
Aun antes de haber comenzado sus estudios de violín, Javier Collazo había puesto de manifiesto su vocación literaria. Guiado por su padre y su hermano mayor, empezó a dominar las reglas de la versificación clásica y, desde los 8 años, escribió numerosas poesías, práctica que nunca dejaría. En cambio, a los 25 años cesó sus actuaciones públicas como violinista, absorbido por sus obligaciones como gerente de sistemas de una importante organización. 
En 1983, su serie de poemas Sonata Poética recibió el primer premio de poesía unánimemente otorgado por el jurado integrado por los poetas miembros de la Academia Argentina de Letras Jorge Vocos Lescano, Jorge Calvetti y Antonio Requeni. En el año siguiente, obtuvo similar distinción por su serie de poemas Pentacanto, concedida por el voto unánime de los miembros de la citada Academia Ángel Mazzei, Ana Emilia Lahitte y Bernardo Ezequiel Koremblit.
A pesar de haber interrumpido su carrera de violinista, Javier Collazo mantuvo y profundizó su amistad con el maestro Juan Carlos Zorzi, que desarrollaba una brillante trayectoria como director de orquesta y como compositor, y con quien compartía posturas estéticas e ideológicas. A principios de la década de 1970, Collazo escribió un libreto de ópera, titulado El timbre, y lo entregó a Zorzi, quien, durante algún tiempo, maduró la decisión de ponerle música. A la sazón, el compositor era director titular de la Orquesta Sinfónica de Chile, país en el que, por esa razón, había pasado a residir. Allí Zorzi trabó relación con el poeta Pablo Neruda, a quien dio a leer el libreto de Collazo. El premio Nobel de Literatura elogió el texto e instó al músico a componer la ópera.
El timbre se estrenó en 1975 en el Teatro Argentino de La Plata, capital de la provincia de Buenos Aires. La obra tuvo una clamorosa recepción del público y de la crítica especializada. 
En 1991, el Teatro Colón de Buenos Aires estrenó la tragedia lírica Antígona Vélez, con libreto de Javier Collazo y música de Juan Carlos Zorzi. La crítica consideró el libreto como "excelente" (La Nación) y "perfecto" (Ámbito Financiero). A raíz de la acogida del público y la repercusión de la obra, el mismo Teatro Colón encargó a Collazo y Zorzi la creación de una nueva ópera. Así se gestó Don Juan, que se estrenó en 1998. Ambas óperas recibieron el premio de la Asociación de Críticos Musicales de la Argentina a la mejor obra estrenada en sus respectivos años de representación. 

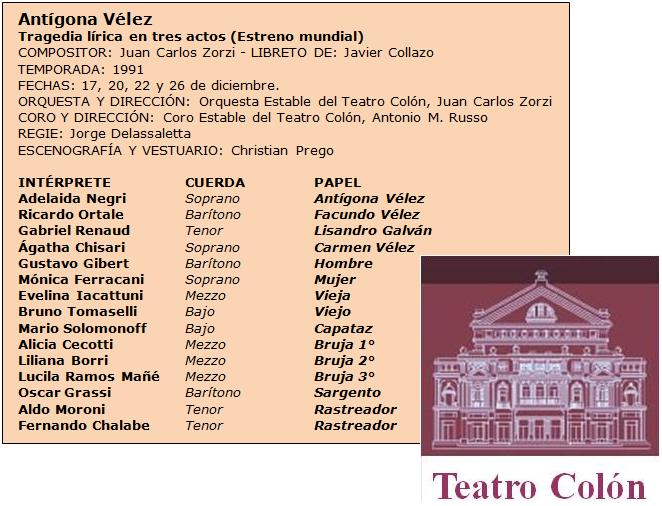
Elenco de la función de estreno de la ópera Antígona Vélez, con libreto de Javier Collazo y música de Juan Carlos Zorzi

Como profesional, Javier Collazo tuvo actuación académica en la Universidad de Buenos Aires y en el Instituto Tecnológico de Buenos Aires. En la primera, llegó a desempeñarse como Subdirector del posgrado en Administración de Recursos Informáticos. Publicó libros sobre su especialidad, tales como Informática para ejecutivos (1996, reedición 2000), Sistemas de información (1998), un curso multimedia con este mismo último nombre e Informática en las organizaciones (2010).
Javier Collazo es también autor de la obra de teatro Un hada en la rosa y de la obra de humor musical Humor en escena, de la que es autor del libreto y compositor de la música. Por esta última obra, recibió el Segundo Premio del Concurso Expo Les Luthiers 2007. Su más recientes trabajos literarios son  la novela en verso El nieto de Martín Fierro, obra que el escritor Dalmiro Sáenz ha calificado, en documento hológrafo, como “una maravillosa genialidad”, y el libro de poemas El vitral y la vida, ambos aún inéditos.

## Juicios de la crítica
"El libreto de Javier Collazo es perfecto, con infinidad de dichos, situaciones y desenlaces dramáticos y, fundamentalmente, cargados de símbolos humanistas universales."
- Abel López Iturbe, Ámbito Financiero, 19-12-91
"Un texto que busca y consigue llevarnos al alma y la emoción de cada personaje. Este Don Juan debe ser apreciado como una rara invitación a una boda de poesía y canto que busca la emoción."
- Napoleón Cabrera, La Prensa, 1-11-98
"Son tan bellas las palabras, que simplemente leyendo el libreto de Javier Collazo ya se tiene un motivo para la emoción."
- Víctor Hugo Morales, Radio Clásica, 11-98
"El poeta Javier Collazo se encargó de convertir el guion en libreto operístico, y lo ha hecho con mucha habilidad, como años atrás con Antígona Vélez."
- Jorge Dubatti, El Cronista, 3-11-98
"El libreto de Javier Collazo abunda en imágenes de singular belleza literaria."
- Revista Clásica, 11-98
"Antígona Vélez es un ejemplo literario ideal para ser tomado como base de un libreto para teatro cantado. Así lo demostró el excelente trabajo de Javier Collazo."
- Juan Carlos Montero, La Nación, 19-12-91  
"Seguramente, la pareja compositiva más recordada de la escena lírica nacional sea la de Alberto Ginastera con Manuel Mujica Láinez y Bomarzo, pero no hay que dejar de mencionar a Javier Collazo, habitual colaborador de Juan Carlos Zorzi."       - Gustavo  Gabriel Otero, Revista Teatro Colón, Año XVIII N° 110, septiembre - octubre de 2013 
"Mirar al futuro con la nuca nos lleva a menudo a maravillosas genialidades o a estrepitosos fracasos. 'El nieto de Martín Fierro' es una maravillosa genialidad."  
- Dalmiro Sáenz, documento hológrafo.

## Premios
- Primer Premio del Concurso Nacional de Periodismo "Sociedad Rural Argentina" (1966)
- Primer Premio de Poesía otorgado por miembros de la Academia Argentina de Letras (1983)
- Primer Premio de Poesía otorgado por miembros de la Academia Argentina de Letras (1984)
- Premio de la Asociación de Críticos Musicales de la Argentina a la mejor obra (la ópera "Antígona Vélez") estrenada en la temporada (1991)
- Premio de la Asociación de Críticos Musicales de la Argentina a la mejor obra (la ópera "Don Juan") estrenada en la temporada (1998)
- Segundo Premio del Concurso Expo Les Luthiers de obras de humor musical (2007)

.
Estreno de la ópera Antígona Vélez en el Teatro Colón de Buenos Aires (1991)

## Obras
- Revivir las voces - Poemas (1968)
- El timbre - Libreto de ópera (1975)
- Sonata poética - Poemas (1983)
- Pentacanto - Poemas (1984)
- Antígona Vélez - Libreto de ópera (1991)
- Un hada en la rosa - Teatro (1994)
- Don Juan - Libreto de ópera (1998)
- Humor en escena - Teatro de humor musical (2007)
- El nieto de Martín Fierro - Novela en verso (2007)
- Cuando me doy a vivir - Poemas (2010)
- La vida y el cristal - Poemas (2015)
- La manija - Libreto de ópera (2017)

)